# Freamunde
Freamunde is een plaats (freguesia) in de Portugese gemeente Paços de Ferreira en telt 7452 inwoners (2001).

## Geboren
- Vitorino Antunes (1987), voetballer